# Course des charrettes
La course des charrettes est une course traditionnelle se déroulant pendant la Bénichon organisée dans le village fribourgeois de Charmey, en Suisse. 

## Déroulement
La course comporte deux manches : la première a lieu le samedi soir avant le bal et le seconde le dimanche après-midi. Chaque équipe de 5 personnes décore une charrette prêtée par la société de jeunesse. Plusieurs prix récompensent les équipiers qui ont dévalé le plus rapidement ou avec le plus de créativité le parcours de 200 mètres.

## Histoire
Cette manifestation n’est pas ancienne ; elle a été organisée pour la première fois par la Société de jeunesse « La Concorde » en 1972 dans le but de dynamiser la Bénichon de Charmey. Actuellement[Quand ?], ce sont environ 10 000 personnes de la région qui se rendent à Charmey durant le week-end[réf. nécessaire].
Autrefois, ces charrettes en bois étaient utilisées par les paysans pour transporter le foin sur des terrains en pente. Elles sont reconnaissables à leurs deux grandes roues arrière, et leurs deux lugeons avant surmontés de poignées. On en a retrouvé dans le village et la Société de jeunesse de Charmey en possède aujourd’hui une quarantaine. Certaines ont dû être remplacées ; « La Concorde » a confié ce travail à des artisans (charron, forgeron) de Château-d'Œx. La manifestation est inscrite comme tradition vivante du canton de Fribourg.

## Source du texte
- « Course des charrettes », sur fr.ch